# 褐灰雀
褐灰雀（学名：Pyrrhula nipalensis）又名褐鷽，为雀科灰雀属的鸟类。主要分布于喜馬拉雅山脈南側、中國華南、緬甸西側山區及東部撣邦高原、越南北部、臺灣，多见于中高海拔山区的阔叶林、灌木丛或針葉林。该物种的模式产地在尼泊尔。

## 亚种
- 褐灰雀指名亚种（学名：Pyrrhula nipalensis nipalensis）。分布于尼泊尔、不丹、印度以及中国的西藏、云南等地。该亞种的模式产地在尼泊尔。[3]
- 褐灰雀华南亚种（学名：Pyrrhula nipalensis ricketti）。分布于缅甸以及中国的福建、广东、云南等地。该亞种的模式产地在福建。[4]
- 褐灰雀台湾亚种（学名：Pyrrhula nipalensis uchidai）。臺灣特有亞種。该亞种的模式产地位於日治時期的阿緱廳四社蕃[5]，在今高雄市桃源區桃源里[6]。